# Porotrichum atlanticum
Porotrichum atlanticum är en bladmossart som beskrevs av Dixon in R. A. Dyer 1939. Porotrichum atlanticum ingår i släktet Porotrichum och familjen Neckeraceae. Inga underarter finns listade i Catalogue of Life.